# الجملة الشرطية
الجمل الشرطية هي جمل تعبر عن شيء واحد مرتبط بشيء آخر، على سبيل المثال «إذا هطل المطر، ستلغى النزهة». لقد تم تسميتها بالشرطية لان تأثير الجملة الرئيسية مشروط  بالجملة التابعة. وهكذا فإن الجملة الشرطية الكاملة تحتوي على جملتين: الجملة التابعة التي تعبر عن الشرط، وتسمى الجملة السابقة (أو جملة فعل الشرط)؛ والجملة الرئيسية التي تعبر عن النتيجة، وتسمى الجملة التالية (أو جملة جواب الشرط).
تستخدم اللغات مجموعة متنوعة من الصيغ والتراكيب النحوية في الجمل الشرطية. غالباً ما تخضع صيغ الافعال المستخدمة في جملة الشرط وجملة جواب الشرط لقواعد معينة فيما يتعلق بالزمن، والمظهر، والصيغة. تمتلك العديد من اللغات نوعاً متخصصاً من صيغة الفعل تسمى الصيغة الشرطية - وهي مكافئة بشكل عام في المعنى ل (would)المستخدمة في اللغة الإنجليزية -  لاستخدامها في بعض أنواع الجملة الشرطية. يُطلق على الجملة الرئيسية ايضاً جملة اساسية أو جملة ثانوية.

## أنواع الجملة الشرطية
هناك طرق مختلفة لتصنيف الجمل الشرطية. العديد من هذه الفئات واضحة لغوياً.
الجملة الضمنية والتنبؤية
الجملة الشرطية التي تعبرعن تضمين (و تسمى ايضاً الجملة الشرطية الواقعية) تنص بشكل اساسي على انه إذا كانت إحدى الحقائق صحيحة، فعندئذ تكون الأخرى صحيحة ايضاً.  في حال لم تكن الجملة جملة توضيحية، فيمكن التعبير عن النتيجة كأمر أو سؤال بدلاً من بيان. تُذكر الحقائق عادةً في أي صيغة نحوية مناسبة لها؛ لا توجد عادة انماط زمنية أو صيغة خاصة  لهذا النوع من الجمل الشرطية. يمكن استخدام هذه الجمل للتعبير عن امر مؤكد، أو متفق عليه عالمياً، أو قانون علمي، وما إلى ذلك (في هذه الحالات غالباً ما يتم استبدال (إذا) ب (حينما):
     إذا قمت بتسخين الماء إلى 100 درجة مئوية، فانه يغلي.
    إذا كان البحر عاصفاً، فإن الامواج تكون مرتفعة.
يمكن استخدامها ايضاً لإجراء استنتاجات منطقية حول ظروف معينة (و التي يمكن ان تكون مزيج مختلف من الماضي والحاضر والمستقبل):
  إذا الجو ماطرٌ هنا الآن، فقد كان ماطراً في الساحل الغربي هذا الصباح.
 إذا الجو ماطرٌ الآن، فان غسيلك يتبلل.
 إذا الجو ماطرٌ الآن، فسيكون هناك فطر سيتم قطفه الاسبوع المقبل.
 إذا اغلقَ الباب، فإن كيتي محاصرة بالداخل.
تتعلق الجملة الشرطية التنبوئة بحالة تعتمد على حدث مستقبلي افتراضي (لكن ممكن تماماً). عادةً ما تكون النتيجة ايضاً حول المستقبل، على الرغم من انه قد تكون ايضاً بياناً ناتجاً عن الوقت الحاضر أو الماضي (أو سؤال أو امر).
  إذا أصبحت رئيساً، فسوف اخفض الضرائب.
 إذا امطرت هذا المساء، فسوف يلزم الجميع منازلهم.
  إذا امطرت هذا المساء، فان النشرة الجوية ليوم امس كانت خاطئة.
 إذا امطرت هذا المساء، فان حفلة حديقتك سوف تفشل.
 ماذا سوف تفعل إذا قام بدعوتك؟
  إذا رأيتهم، أطلق النار!
الجملة الدلالية والافتراضية
من أكثر الفروق التي نوقشت بين الجمل الشرطية هي تلك التي بين الجمل الشرطية الدلالية والجمل الشرطية الافتراضية:
  الدلالية: إذا الجو ماطر في نيويورك، فان ماري في المنزل.
  الافتراضية: إذا كانت تمطر في نيويورك، فسوف تكون ماري في المنزل.
تختلف هذه الامثلة في كل من الصيغة والمعنى. يستخدم مثال الجملة الدلالية صيغة المضارع في كل من جملة فعل الشرط وجملة جواب الشرط، بينما يستخدم مثال الجملة الافتراضية صيغة الماضي «كانت» في جملة فعل الشرط وصيغة المستقبل «سوف» في جملة جواب الشرط. يوضح مثال الجملة الافتراضية ان المتحدث يعتقد ان السماء لا تمطر في نيويورك، في حين ان مثال الجملة الدلالية يشير إلى ان المتحدث غير مدرك لهذا الاحتمال.
يتجنب اللغويون وفلاسفة اللغة احياناً مصطلح الجمل الافتراضية لانه لا تعبر جميع الامثلة عن معاني الجملة الافتراضية. على سبيل المثال، «حالة اندرسون» لها الصيغة النحوية المميزة لجملة الشرط الافتراضية، لكنها لا تشير إلى ان جملة فعل الشرط خاطئة أو غير مرجحة.
  حالة اندرسون: إذا كان المريض قد تناول الزرنيخ، سوف تظهر عليه بقع زرقاء.
تم استخدام مصطلح الصيغة الشرطية كبديل، على الرغم من الاعتراف انها تسمية خاطئة. لا تحتوي العديد من اللغات على الصيغة الشرطية (على سبيل المثال، اللغة الدنماركية والهولندية) والعديد من اللغات لديها هذه الصيغة ولكن لا تستخدمها لمثل هذا النوع من الجمل الشرطية (مثل الفرنسية، والسواحلية، وجميع اللغات الهندية الآرية التي تملك صيغة شرطية). علاوة على ذلك، فإن اللغات التي تستخدم الصيغة الشرطية لمثل هذه الجمل الشرطية لا تستخدمها الا إذا كان لديها صيغة شرطية سابقة محددة.
الجمل الشرطية لافعال الكلام
هي جمل شرطية لا تعتمد حقيقة جملة جواب الشرط فيها على حقيقة جملة الشرط.
·       هناك بسكويت على الطاولة إذا كنت تريد البعض.
·       إذا كنت بحاجة إلى أي شيء، اسمي جوشوا.
·       إذا اردت الصراحة، فأنت لا تبدو جيداً.
في الجمل الشرطية فوق اللغوية، تؤهل جملة الشرط استخدام مصطلح ما. على سبيل المثال، في المثال الاتي، اكد المتحدث بشكل غير مشروط انهم رأوا الشخص المعني، سواء كان ينبغي بالفعل تسمية هذا الشخص بزوجهم السابق ام لا.
·       رأيت زوجي السابق، إذا كانت هذه هي الكلمة المناسبة لوصفه.
الجمل الشرطية غير التصريحية
في الاسئلة الشرطية، تؤهل جملة الشرط السؤال المطروح في جملة جواب الشرط.
·       إذا حضرت ماري إلى الحفلة، فهل ستحضر كاثرين ايضاً؟
·       اذانسيت إنجيل غيتارها، فماذا سنفعل؟
في الضرورات الشرطية، تؤهل جملة الشرط امراً معطى في جملة جواب الشرط.
·       إذا كنت في تقاطع، اتجه يميناً!

## التباين عبر اللغات
للغات قواعد مختلفة تتعلق بالبنية النحوية للجمل الشرطية. قد تتعلق هذه القواعد بالبنية النحوية لجمل فعل الشرط وجمل جواب الشرط، بالإضافة إلى اشكال الافعال المستخدمة فيها (لا سيما زمنها وصيغتها). تم وصف قواعد اللغة الإنجليزية ولغات أخرى محددة ادناه.
اللاتينية
تصنف الجمل الشرطية في اللاتينية إلى ثلاث فئات، بناءً على البنية النحوية.
·       جمل شرطية بسيطة (دلالات واقعية أو منطقية)
-إذا لم تقم بتمرين ذاكرتك، فسوف تضعف
·       جمل شرطية مستقبلية
-إذا كنت انكر ذلك، فسأكون كاذباً
·       جمل شرطية افتراضية
-لو كنتُ في روما، لكنت رأيتك
الفرنسية
في اللغة الفرنسية، فإن اداة العطف المقابلة ل "if" هي "si", واستخدام الافعال مشابه تماماً للغة الإنجليزية:
·       في الجمل الشرطية الضمنية، يُستخدم الفعل المضارع (أو فعل اخر مناسب، أو صيغة، الخ) في كلا الجملتين.
·       في الجمل الشرطية التنبؤية، يظهر الفعل أو الامر المستقبلي بشكل عام في جملة فعل الشرط، لكن جملة جواب الشرط تتشكل بالفعل المضارع (كما في اللغة الإنجليزية). يختلف هذا في جمل جواب الشرط المسبوقة بادوات اقتران أخرى، مثل"(when)quand", حيث تستخدم الفرنسية الفعل في زمن المستقبل (بينما اللغة الإنجليزية تستخدم الفعل المضارع).
·       في الجمل الشرطية الافتراضية، يتم استخدام الفعل الناقص للتعبير عن الشرط (حيث تستخدم الإنجليزية بالمثل صيغة الماضي). تحتوي جملة فعل الشرط على الصيغة الشرطية (على سبيل المثال، j'arriverais, "I would arrive").
·       في الجمل الشرطية الافتراضية في اطار الزمن الماضي، يتم التعبير عن الشرط باستخدام صيغة الماضي التام، على سبيل المثال (s'il avait attend, "if he had waited"), والنتيجة باستخدام الفعل التام الشرطي، على سبيل المثال (je l'aurais vu, "I would seen him"). مرة أخرى، توازي صيغ الفعل هذه تلك المستخدمة في اللغة الإنجليزية.
كما هو الحال في اللغة الإنجليزية، من الممكن استخدام بعض الاختلافات لهذه الانماط.
الايطالية
"se"باللغة الايطالية تعادل "If" باللغة الإنجليزية، و «إذا» باللغة العربية.
تستخدم اللغة الايطالية الانماط التالية:
·       الفعل المضارع (أو فعل اخر مناسب" في كلا الجزئين في الجملة الشرطية الضمنية.
·       الفعل في زمن المستقبل في كلا الجزئين في الجملة الشرطية التنبؤية (الفعل في زمن المستقبل لا يُبدَل بالمضارع في الجمل الشرطية مثلما اللغة الإنجليزية أو الفرنسية).
·       في الجمل الشرطية الافتراضية، يتم استخدام الصيغة الشرطية الناقصة في جملة جواب الشرط، والصيغة الشرطية في جملة فعل الشرط.
·       في الجمل الشرطية الافتراضية في اطار الزمن الماضي، تستخدم الصيغة الشرطية في زمن الماضي التام لجملة جواب الشرط، والجملة الشرطية في زمن الماضي لجملة فعل الشرط.
اللغات السلافية
في اللغات السلافية، مثل اللغة الروسية، تظهر الجمل في الجمل الشرطية بشكل عام في صيغتها الطبيعية (الفعل في زمن المستقبل للإشارة للمستقبل،  وما إلى ذلك). مع ذلك، بالنسبة للجمل الشرطية الافتراضية، تظهر علامة شرطية مثل "  бы"الروسية بيصاحب شكل عام في كل من جملة فعل الشرط وجملة جواب الشرط، وهذا عادة يصاحب صيغة الفعل الماضي.

## المنطق
في حين ان العامل الشرطي الاساسي المستخدم في المنطق الكلاسيكي يأتي بشكل واضح على شكل جملة شرطية، فان التفسير البديهي للعبارات الشرطية في اللغة الطبيعية لا يتوافق معه دائماً. وهكذا، طور علماء المنطق الفلسفيون وعلماء الدلالات الرسميون مجموعة متنوعة من الجمل الشرطية المنطقية التي تتطابق بشكل أفضل مع الجمل الشرطية الفعلية والاستدلال الشرطي الفعلي.

## روابط خارجية
- الجملة الشرطية في اللغة العربية